# Lockheed XC-35

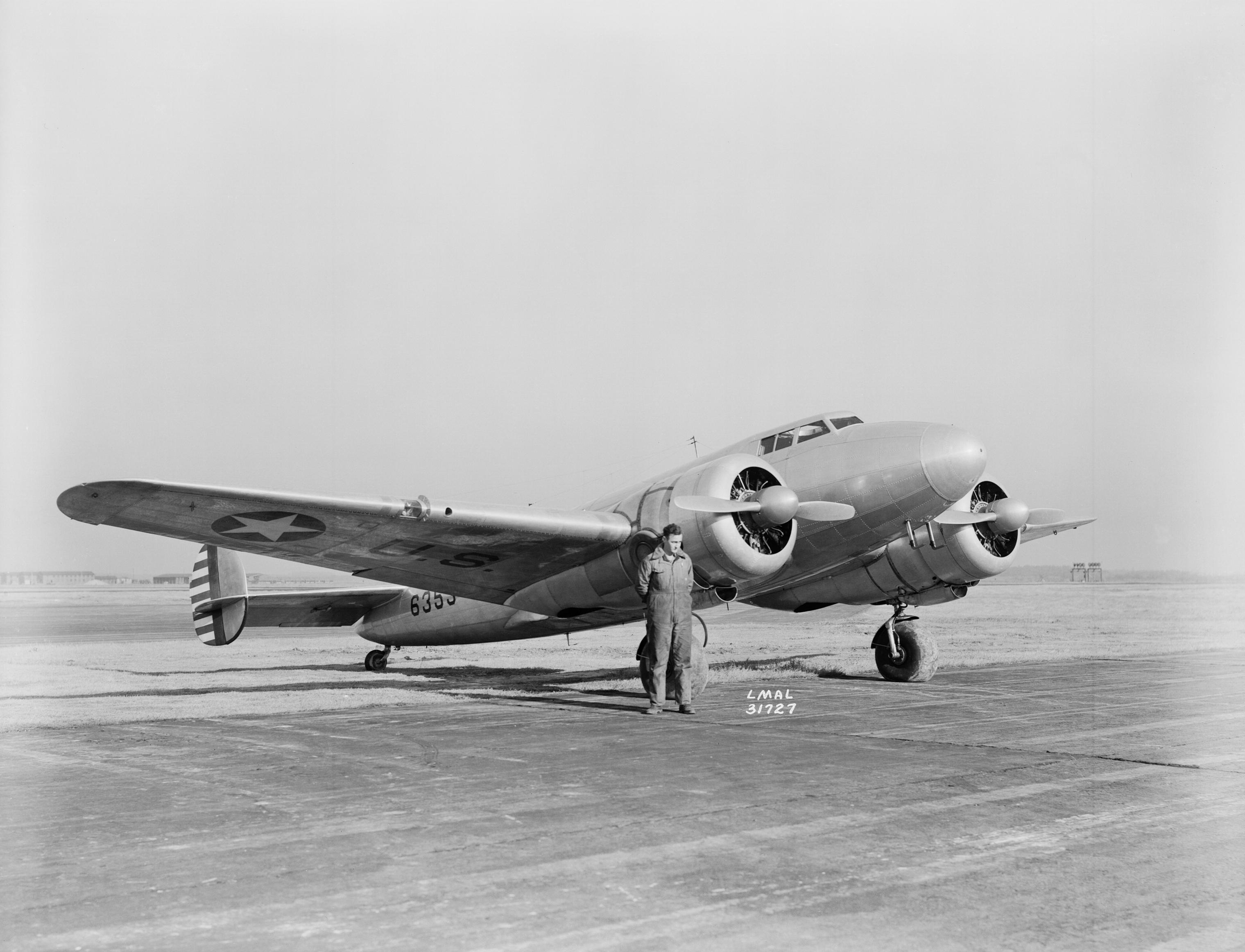
Il Lockheed XC-35 presso il NASA Langley Research Center; 2 marzo 1943.

Il Lockheed XC-35 era un aeroplano bimotore ad ala bassa realizzato dall'azienda statunitense Lockheed Corporation nel 1937 ed utilizzato a titolo sperimentale per studiare il comportamento in alta quota e la tecnica di costruzione per le cabine di pilotaggio pressurizzate. È stato il primo aereo americano ad avere una cabina pressurizzata inizialmente chiamata 'supercharged cabin' dall'Esercito.
L'XC-35 derivava dal Lockheed L-10 Electra e venne progettato in seguito ad una richiesta dell'United States Army Air Corps per un velivolo con cabina pressurizzata; permise al team di sviluppo di conseguire, nel 1937, il Collier Trophy.
Pur rimanendo l'unico esemplare costruito, la sua esperienza venne utilizzata per la realizzazione di velivoli da combattimento pressurizzati.

## Storia del progetto
Lo United States Army Air Corps volle effettuare uno studio sulla fattibilità di una cabina pressurizzata per le alte quote. Il contratto venne affidato alla Lockheed per la produzione di un esemplare dal costo di 112 197 $. I requisiti minimi erano un velivolo in grado di volare a non meno di 25 000 ft (7 620 m) con un'autonomia di 10 ore, di cui almeno 2 ore sopra i 25 000 piedi.
Il maggiore Carl Greene e John Younger, persone molto esperte, furono incaricati della progettazione e dalla produzione della cabina pressurizzata. Venne costruita una fusoliera dalla sezione circolare in grado di resistere fino a una differenza di 10 psi e i finestrini vennero rimpiccioliti. L'aria per la pressurizzazione veniva presa dai turbocompressori dei motori e controllata dal tecnico di volo. Questo sistema permetteva di mantenere nella cabina pari a quella presente a una quota di 12 000 ft (3 700 m) mentre l'aereo volava a 30 000 ft (9 100 m). La fusoliera venne divisa in due parti, quella anteriore dove trovavano posto i piloti, un ingegnere di volo e due passeggeri e quella posteriore, che non era pressurizzata, e poteva essere utilizzata per ospitare persone solo a bassa quota.
L'XC-35 era motorizzato con due Pratt & Whitney XR-1340-43 da 550 hp (410 kW), più potenti dei motori installati sull'Electra Model 10. I motori erano dotati di turbocompressore per operare anche quando, alle quote più alte, l'aria diventava rarefatta.

## Impiego operativo
L'XC-35 venne consegnato nel maggio del 1937 al Wright Field (Ohio) e compì il suo primo volo il 5 agosto. Le esperienze maturate nella progettazione e nei test sull'XC-35 hanno giocato un ruolo importante per lo sviluppo dei nuovi aerei pressurizzati come il Boeing 307 e il B-29 Superfortress. Il velivolo venne utilizzato anche come trasporto executive trasportando il segretario della difesa degli Stati Uniti d'America, l'assistente del segretario alla Guerra e il futuro segretario della difesa. Nel 1943 il velivolo venne testato in volo durante un temporale per vedere gli effetti dei fulmini sull'aereo.

## Utilizzatori
Stati Uniti
- United States Army Air Corps

## Velivoli comparabili
Germania
- Junkers Ju 49

 Regno Unito
- Bristol 138

## Esemplari attualmente esistenti
Alla fine del suo periodo operativo l'XC-35 venne donato al National Air and Space Museum dov'è tuttora esposto.